# میرزا محمد تقی‌خان شنکایی
میرزا محمدتقی خان شنکایی شیرازی  از سیاستمداران ایرانی بود، که در دوره‌هاینهم
و دهم بعنوان نماینده شیراز در مجلس شورای ملی حضور داشت.